# Reuben Agboola
Reuben Omojola Folasanje Agboola (ur. 30 maja 1962 w Londynie) – nigeryjski piłkarz grający na pozycji lewego obrońcy. W swojej karierze rozegrał 9 meczów w reprezentacji Nigerii.

## Kariera klubowa
Swoją karierę piłkarską Agboola rozpoczął w 1973 roku w juniorach klubu Cheshunt. W 1978 roku przeszedł do Southampton. W 1980 roku awansował do kadry pierwszego zespołu. 29 listopada 1980 zadebiutował w nim w Division One w zremisowanym 1:1 wyjazdowym meczu z Manchesterem United. W sezonie 1983/1984 wywalczył z Southampton wicemistrzostwo Anglii.
Na początku 1985 roku Agboola odszedł z Southampton do Sunderlandu. Swój debiut w nim zanotował 28 stycznia 1985 w przegranym 0:1 wyjazdowym meczu z Southampton. W sezonie 1984/1985 spadł z Sunderlandem do Division Two.
Latem 1986 Agboolę wypożyczono do Charltonu Athletic, grającego w Division One. Rozegrał w nim jeden mecz, 31 października 1986, przegrany u siebie z Arsenalem.
W trakcie sezonu 1986/1987 Agboola wrócił do Sunderlandu i spadł z nim do Division Three. W sezonie 1987/1988 wrócił z nim do Division Two, a w sezonie 1989/1990 do Premier League. W sezonie 1990/1991 był wypożyczony do Port Vale z Division Two. W latach 1991–1993 był zawodnikiem Swansea City, a w sezonie 1993/1994 występował w Woking. Z kolei w sezonie 1994/1995, ostatnim w karierze, grał w amatorskim Gosport Borough.
| Sezon   | Klub              | Kraj   | Rozgrywki           | Mecze | Bramki |
| ------- | ----------------- | ------ | ------------------- | ----- | ------ |
| 1980/81 | Southampton       | Anglia | Division One        | 6     | 0      |
| 1981/82 | Southampton       | Anglia | Division One        | 5     | 0      |
| 1982/83 | Southampton       | Anglia | Division One        | 37    | 0      |
| 1983/84 | Southampton       | Anglia | Division One        | 33    | 0      |
| 1984/85 | Southampton       | Anglia | Division One        | 9     | 0      |
| 1984/85 | Sunderland        | Anglia | Division One        | 8     | 0      |
| 1985/86 | Sunderland        | Anglia | Division Two        | 12    | 0      |
| 1986/87 | Charlton Athletic | Anglia | Division One        | 1     | 0      |
| 1986/87 | Sunderland        | Anglia | Division Two        | 11    | 0      |
| 1987/88 | Sunderland        | Anglia | Division Three      | 38    | 0      |
| 1988/89 | Sunderland        | Anglia | Division Two        | 19    | 0      |
| 1989/90 | Sunderland        | Anglia | Division Two        | 36    | 0      |
| 1990/91 | Sunderland        | Anglia | Division One        | 5     | 0      |
| 1990/91 | Port Vale         | Anglia | Division Two        | 9     | 0      |
| 1991/92 | Swansea City      | Anglia | Division Three      | 17    | 0      |
| 1992/93 | Swansea City      | Anglia | Division Two        | 9     | 0      |
| 1993/94 | Woking            | Anglia | Conference National | 6     | 0      |
| 1994/95 | Gosport Borough   | Anglia | Wessex League       | ?     | ?      |

## Kariera reprezentacyjna
W reprezentacji Nigerii Agboola zadebiutował 13 kwietnia 1991 w zremisowanym 0:0 meczu kwalifikacji do Pucharu Narodów Afryki 1992 z Ghaną, rozegranym w Lagos. W 1992 roku został powołany do kadry na Puchar Narodów Afryki 1992. Zagrał w nim w czterech meczach: grupowych z Senegalem (2:1) i z Kenią (2:1), półfinałowym z Ghaną (1:2) i o 3. miejsce z Kamerunem (2:1). Od 1991 do 1993 wystąpił w kadrze narodowej 9 razy.